# Ольховая улица (Санкт-Петербург)
Ольховая улица — улица в Приморском районе Санкт-Петербурга. Проходит от улицы Маршала Новикова до Долгоозёрной улицы.

## История
Улица получила название 9 марта 1987 года по породе деревьев в этом районе.

## Транспорт
Ближайшая к Ольховой улице станция метро — «Комендантский проспект» 5-й (Фрунзенско-Приморской) линии.

## Пересечения
- улица Маршала Новикова;
- проспект Королёва;
- Долгоозёрная улица.

## Достопримечательности
- детская поликлиника № 77;
- поликлиника № 111.